# Critias (persoon)
Critias (Oudgrieks: Κριτίας, Kritías) (ca. tussen 460 v.Chr. en 450 v.Chr. - 403 v.Chr.), was een Atheens staatsman, familie van Plato, die zich tijdens de tirannie van de dertig ontpopte tot een der meest gewetenloze tirannen. Hij was daarnaast ook filosoof, redenaar en dichter. Mogelijk was hij het personage dat Plato in zijn dialoog Critias opvoerde.
Critias was van aristocratische afkomst, en bekend om zijn schoonheid, intelligentie, energie en tomeloze gedrevenheid. Hij werd beïnvloed door de Sofisten, maar behoorde later tot de volgelingen van Socrates. Dit kwam Socrates later trouwens duur te staan.
Politiek was Critias verbonden met de kliek rond Alcibiades. Nadat de dertig tirannen in 404 v.Chr. de macht grepen en een oligarchie installeerden in Athene, veranderde hij al snel in een der meest gewetenloze tirannen onder hen: hij rekende onder meer via een schijnproces af met Theramenes, oorspronkelijk leider van de opstand van de dertig, en liet hem ombrengen. Ook liet hij een wet uitvaardigen die het verbood om retorica te onderwijzen.
Hij kwam in 403 om tijdens een gevecht met democraten die de macht in Athene weer naar zich wilden trekken.
Van zijn literaire werken kennen wij slechts enkele flarden: zo laat hij Sisyphus aan het woord in zijn gelijknamige tragedie. Uit dit nagelaten fragment leren wij Critias - net zoals andere sofisten uit zijn tijd trouwens - kennen als een rationalistisch atheïst. Critias zou ook een aantal filosofische werken geschreven hebben in de dialoog-stijl die later door Plato werd gehanteerd.
Critias was een atheïst die echter het geloof (en vooral de vrees) voor de Griekse goden een goede moraal vond om de simpele massa te manipuleren.
 Portaal Oudheid · Athene · Geschiedenis van Griekenland · Geschiedenis van Athene
- Biblioteca Nacional de España: XX1235323
- Bibliothèque nationale de France: cb121682637 (data)
- Catàleg d'autoritats de noms i títols de Catalunya: 981058515241206706
- Gemeinsame Normdatei: 119286963
- International Standard Name Identifier: 0000 0004 4893 526X
- Library of Congress Control Number: n00087919
- Nationale Bibliotheek van Israël: 987007285919605171
- Nationale Bibliotheek van Polen: a0000001034652
- Istituto Centrale per il Catalogo Unico: MILV182665
- Système universitaire de documentation: 030220734
- Virtual International Authority File: 17263602
- WorldCat: E39PCjKWtCvRcrGDHkM9fk3cdP